# وادي الحيتان

هيكل عظمي لحوت في وادي الحيتان

يقع وادي الحيتان داخل محمية وادي الريان والتي تغطي مساحة 1759 كيلومتراً بمحافظة الفيوم على بعد 150 كيلومتر من القاهرة بمصر. عثر في وادي الحيتان على 10 هياكل كاملة لحيتان كانت تعيش في تلك المنطقة قبل نحو 40 مليون سنة، حيث كانت جزءاً من محيط كبير يشمل شمال إفريقيا. وفي العام 2005م تم تصنيف منطقة وادي الحيتان كمنطقة تراث عالمي واختارتها اليونسكو كأفضل مناطق التراث العالمي للهياكل العظمية للحيتان.
يُشتهر وادي الحيتان بوجود حفريات حيتان كاملة كانت تعج بها المنطقة قبل 40 مليون سنة عندما كان الوادي يقع تحت محيط ضخم (بحر تيث) بالإضافة إلى حفريات بحرية عديدة يمكن رؤيتها في المتحف المفتوح الذي يتيح للزائرين إمكانية رؤية الحيتان وعدم المساس بها لحمايتها.

## اكتشافه

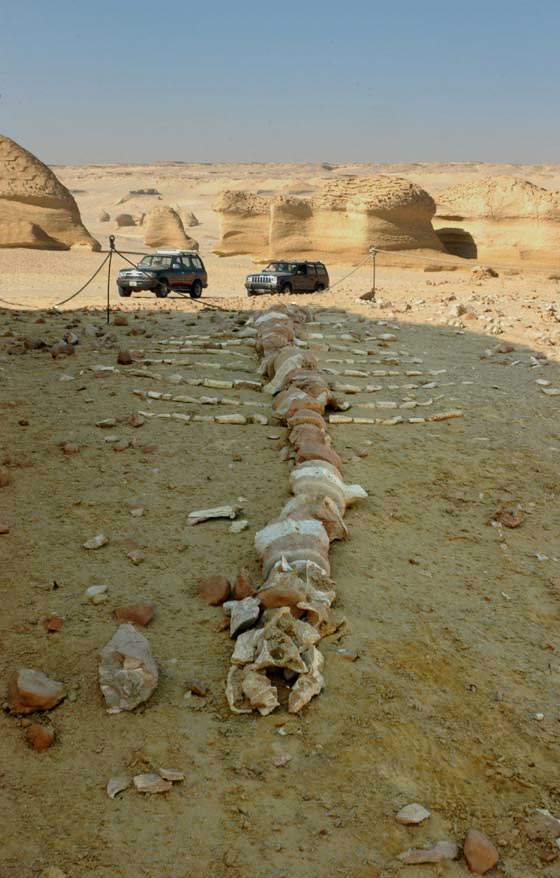
هيكل حوت في وادي الحيتان.

وقد تم اكتشاف حفريات وادي الحيتان في عام 1903 بواسطة العالم بيد تل من خلال مسح جيولوجي في مصر. وقد عُثر على حفريات للحوت المعروف باسم الباسيلوسورس إيزيس والتي يصل طولها إلى 18 متراً وحوت الدوريودون أثروكس، وهو أقل حجماً. وقد صنفت كأنواع جديدة للحيتان في متحف التاريخ الطبيعي بلندن عام 1902م.
وفي عام 1989م اكتشف فريق العمل المكون من علماء حفريات مصريين وأمريكيين أول عينات مائية لهيكل الحوت الباسيلوسورس والدوريودون أثروكس بأرجلها وأقدامها الصغيرة. وفي عام 1996 تم اكتشاف أحفورة حوت آخر قديم يبلغ طوله 5 أمتار هو حوت اتشيرنوس سيمونس. وفي عام 2006م تم اكتشاف أول حفرية من الثدييات البحرية وهي من أجداد الفيل وتعرف باسم بيراثيرم. وفي عام 2007 تم تسمية الحوت الذي يبلغ طوله 10 أمتار باسم «ماسوا سيتسي ماركجريف».
وقد قام فريق البعثة برسم خرائط لمواقع أكثر من 400 حوت وعجل البحر في الوادي.

## أهميته

طوابع بريد مصرية عن وادي الحيتان من عام 2008

اكد المحشي و العلماء أن وادي الحيتان هو موقع استثنائي لدراسة الحياة القديمة نظراً لوجود عدد كبير من الحفريات عالية الجودة تصل إلى أكثر من 400 حفرية للهياكل العظمية للحيتان. كما تم العثور على حفريات لعروس البحر وأسماك القرش وأحياء بحرية أخرى، والتي تصور نشاط هذه الكائنات التي عاشت منذ أكثر من 40 مليون سنة وأسلوب حياتها وتطورها عبر الزمن من حيوانات بحرية إلى حيوانات أرضية. وتعد المنطقة هي الأكثر عدداً وتركيزاً وجودة الحفريات مقارنة بمواقع أخرى حول العالم. وكذلك وجودها في مناطق محمية ذات جذب وتمثل أهمية كبيرة للتراث العالمي.
في نفس الوقت يعتبر وادي الحيتان بيئة طبيعية للحيوانات المهددة بالانقراض مثل الغزال الأبيض والغزال المصري وثعلب الفنك وثعلب الرمل والذئب والطيور المهاجرة النادرة، مثل صقر شاهين وصقر الغزال والصقر الحر والعقاب النسارى وأنواع أخرى من الطيور المهاجرة، مثل أنواع البط والسمان والتفلق وأنواع البلشون والعنز وغيرها. ومن النباتات البرية مثل: الأتل - الرطريط الأبيض - العاقول - السمار - الغاب - البوص - الغردق - الحلفا وغيرها.
وإلى جوار جبانة الحيتان الهائلة هناك تصور الآن لضم منطقة اسمها جبل قطراني شمال محمية قارون إلى وادي الحيتان لتصبح محمية (طبيعية ـ ثقافية), إذ أن فيها بقايا أشباه الإنسان الأول وهياكل أسلاف الفيل والحيوان الثديي ثنائي القرون المعروف باسم الأرسينوثيرام، وطبقا للاتحاد الدولي لصون الطبيعة (IUUCNI) يعد جبل قطراني هو السجل الكامل للثدييات البائدة في إفريقيا، كما يعد تنوع البيئة الحيوانية به عاملا أساسيا في فهم تطور العديد من المجموعات الثديية بالقارة (يحتوي على 40 جنسا و 75 نوعا بينها ـ كما قلنا ـ نوعين من أشباه الإنسان), وبالإضافة إلى موقع جبل قطراني هناك ـ كذلك ـ مدينة ماضي الأثرية، وتلك المناطق الواقعة شمال وادي الحيتان تنتظر ـ هي الأخرى ـ قرارا دوليا بتحويلها إلى مناطق تراث عالمي ثقافي وطبيعي.
ولقد تم تمهيد لمدقات وطريق ترابي بطول 38 كيلو متراً وترسيم الطرق المؤدية للوادي وتأمينها وإعداد اللوحات الإرشادية وتوفير دورات مياه وكافتيريا تعرض منتجات تعبر عن الوادي يمكن للزوار اقتناؤها، وقد استخدمت خامات المكان مثل الفخار والطمي وحبال من تيل النخيل في صنع لوحات إرشادية وترسم الطرق داخل الوادي وحول مواقع هياكل الحيتان. كما تم عمل هيكل مصغر لحوت الباسيلوسورس وأسنان القرش، وإعداد متحف مفتوح لعرض الحيتان بصورة متميزة تتيح للزائرين رؤيتها وعدم المساس بها في آن واحد.
والجدير بالذكر أن مصر بها 7 مناطق للتراث العالمي هي منطقة ممفيس ومنطقة الأهرامات من الجيزة حتى دهشور ومنطقة أبو مينا والقاهرة القديمة وآثار النوبة من أبو سمبل حتى فيلة وطيبة القديمة، وقد تم إدراجها عام 1979، ومنطقة سانت كاترين كمنطقة تراث عالمي ثقافي وأخيرا وادي الحيتان كأول منطقة تراث عالمي طبيعي عام 2005.

## تاريخ وادي الحيتان الجيولوجي
ترتبط قصة وادي الحيتان بالتغيرات التي حدثت قبل وأثناء وبعد تكون الصخور هنا. فمنذ 40 مليون سنة حدثت عمليتان جيولوجيتان غيّرتا وجه الأرض. العملية الأولى أرست الشكل القديم للأرض والثانية أوضحت التغيرات التي طرأت بصورة مستمرة.
كان كلٌ من البحر التيثي والبحر الأبيض المتوسط القديم يقعان بشمال أفريقيا ما بين 250 - 35 مليون سنة ربط هذا البحر (البحر التيثي) ما بين البحر المتوسط والمحيط الهندي عبر ما يعرف الآن بالسعودية. ومنع الطقس الدافئ تكون الثلج بالقطب الشمالي والجنوبي مما تسبب في ارتفاع معدل المياه بالمحيطات. استمر وجود البحر التيثي بشمال قارة أفريقيا لمئات الملايين من السنين وإذا استمر الحال هكذا لظلت مصر تحت سطح الماء يتراكم فوقها العديد من الرواسب.

لافتة ارشادية الي محمية وادي الحيتان

بعد أن انطمرت صخور وادي الحيتان تغير مناخ الأرض وأدى ذلك إلى تكوّن الثلج بالقطب الجنوبي مما أدى إلى تحول الكثير من المحيطات إلى ثلوج مما أدى إلى جفاف البحر التيثي وظهور أرض مصر. تعرضت الأرض بعد ذلك في عصور جيولوجية مختلفة لمناخ أكثر رطوبة من الذي نعيشه الآن، وهطول الأمطار الغزيرة تسبب في وجود الأنهار بشمال أفريقيا تلك الأنهار كانت قادرة على إزالة الكثير من الصخور والرواسب ومن المحتمل أنها كانت السبب في تشكيل مرتفعات وادي الحيتان.

## شجرة تيريدوليتس

شجرة تيريدوليتس

بلغ طول هذه الشجرة ذات يوم 18 مترا، ولكن بعض ديدان التريدو أحدثت بها العديد من الثقوب حتى أصبحت كما تراها الآن. هذه الديدان هي نوع من المحاريات البحرية لها شكل إسطواني وتكوين صدفي يساعدها على الحفر، تلك الشجرة غرقت وجرفت إلى الشاطئ ما بين 40 - 42 مليون عاما مضت في عصر الأيوسين الأوسط. ومن المثير أن تلك الثقوب متقاربة لدرجة تجعلك ترى فقط شكل الشجرة ولكنك لا تستطيع تمييز أيا من أجزائها.

## معرض صور

حفرية سلحفاة
حفريات بحرية
حفرية المانجروف
المتحف المفتوح
مباني بيئية
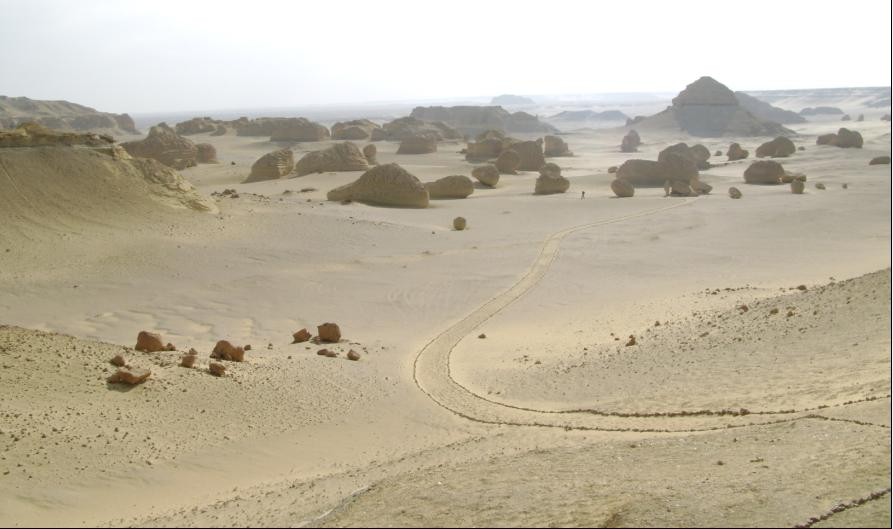
المتحف المفتوح
المتحف المفتوح
تكوينات طبيعية في وادي الحيتان
تكوينات طبيعية في وادي الحيتان
مباني بيئية
حفريات بحرية متحجرة
الاستراحات في وادي الحيتان
بقايا هيكل حوت رُمحيّ الأسنان أو الدوريودون البائد في وادي الحيتان بمحمية وادي الريان بالفيوم
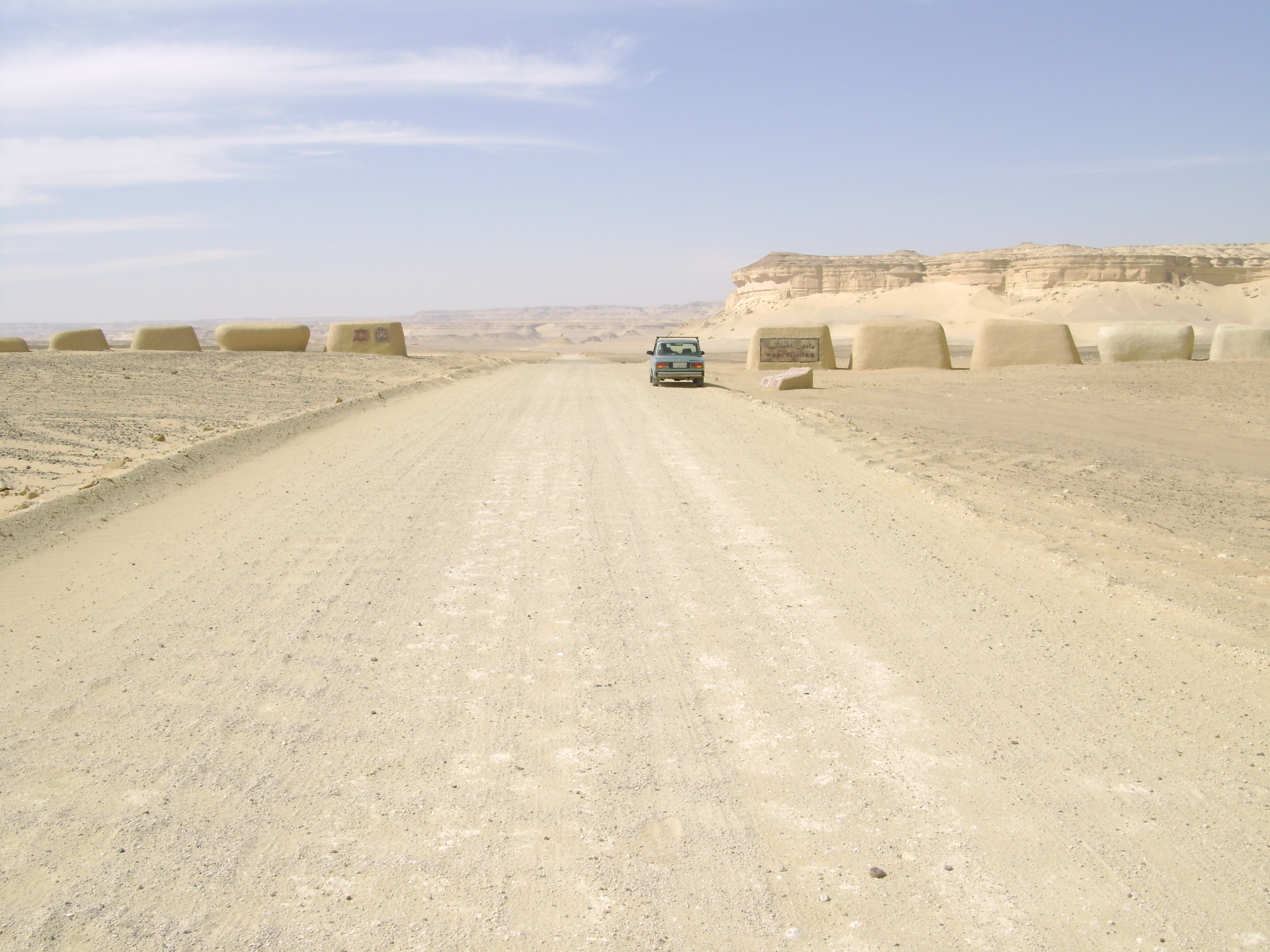
الطريق المؤدي لوادي الحيتان
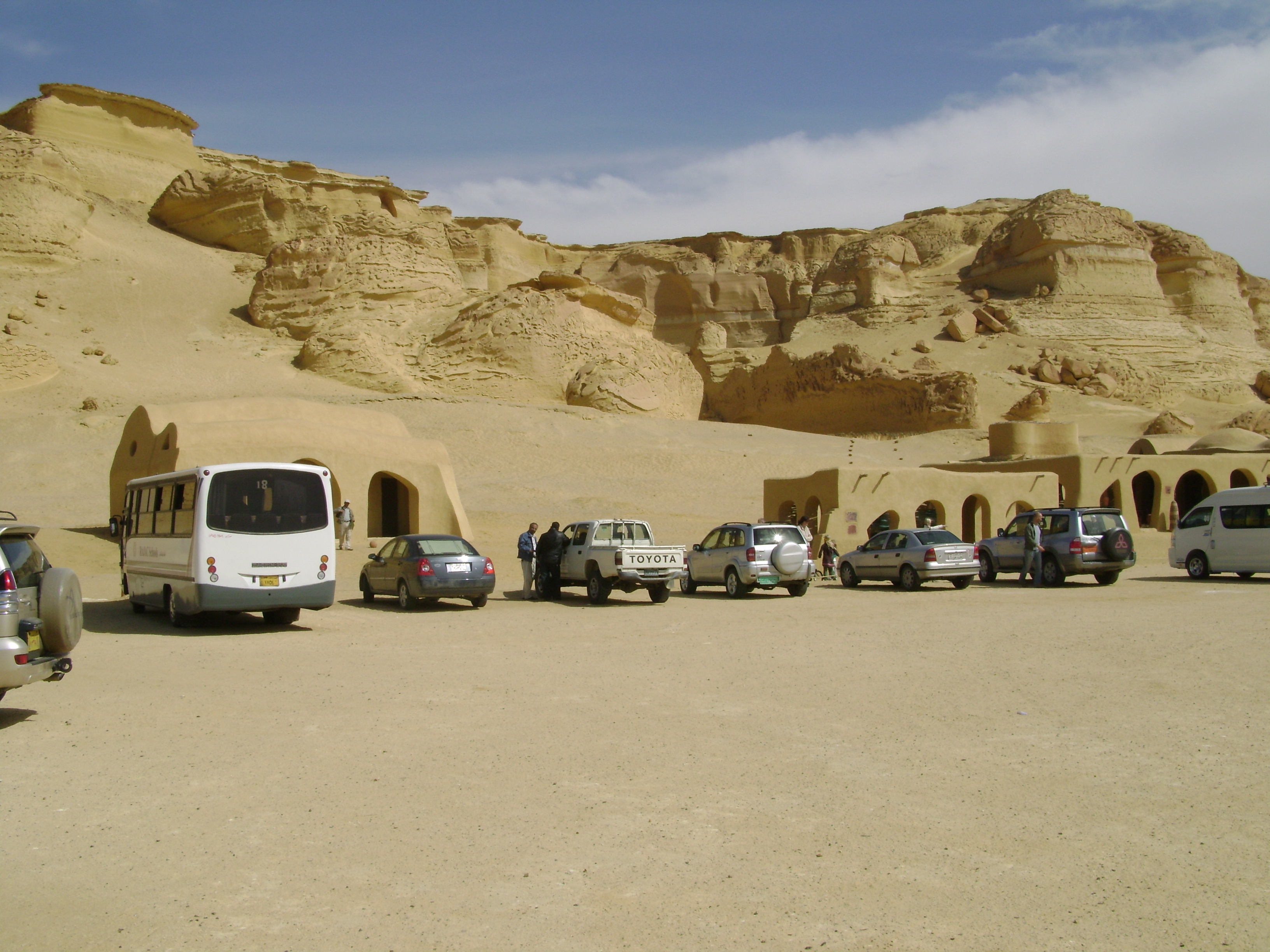
مكان انتظار السيارات

## وصلات خارجية
- تقييم اليونسكو لوضع الموقع ضمن قائمة التراث العالمي  (إنجليزي وفرنسي.)
- 5 % فقط من حفريات الفيوم تم اكتشافها: اصطياد حوت عاش من40 مليون سنة، جريدة الأهرام في	24 أبريل 2007
- وادي الحيتان! ، بقلم: د. عمرو عبد السميع، جريدة الأهرام في	20 سبتمبر 2005
- أســـرار وادي الحيتـــان أول محمية طبيعية مصرية توضع علي لائحة التراث العالمي، جريدة الأهرام في 		19 أكتوبر 2005
- أخيرا استيقظت الحفريات المصرية، بقلم: خالد مبارك، جريدة الأهرام في	20 فبراير 2008
- الكشف عن كهوف لإنسان ماقبل التاريخ في الفيوم، جريدة الأهرام في	13 مايو 2009
- طريق بيئى طبيعى يربط وادى الحيتان بمدينة ماضى ، جريدة الأهرام في 9 أبريل 2010
- عودة ثانى أطول حوت في العالم لمسقط رأسه بالفيوم ، جريدة الأهرام في 24 يونيو 2010
- وادي الحيتان والتماسيح يبوح بأسراره ، جريدة الأهرام في 11 يوليو 2010
- أول متحف مفتوح لحفريات عمرها40 مليون سنة، جريدة الأهرام في 30 أكتوبر 2010
- تخصيص20 فدانا بالفيوم لإنشاء متحف للتاريخ الطبيعي، جريدة الأهرام في 	4 يونيو 2001
- رؤساء شركات بترول عالمية يعرضون: إنشاء متحف التاريخ الطبيعي دعم مشروعات تنمية محمية وادي الريان، جريدة الأهرام في	2 نوفمبر 2002
- خبراء18 دولة عربية يناقشون مواقـــع التــراث الطبيعــي القائمة العالمية للتراث لا تضم سوي عدد محدود من المناطق العربية ، جريدة الأهرام في 	1 فبراير 2003